# ザ・クルセイダーズ
ザ・クルセイダーズ（The Crusaders）は、アメリカ合衆国南部テキサス州出身のフュージョン・グループ。ジャズ・クルセイダーズを前身とする。サウンドは、トロンボーンとテナーサックスの管楽器に、スティックス・フーパーとゲストのギタリスト、ベーシスト、ジョー・サンプルのフェンダー・エレクトリック・ピアノがからむフュージョン・サウンドである。
ジャズ・クルセイダーズとしてスタートし、1970年代前半のクロスオーバー、1970年代後半のフュージョン時代と、サウンドを変化させてきた。また、フュージョン・シーンで有名になる技巧派ギタリスト、ラリー・カールトンを、準メンバーとして参加させた。

## キャリア

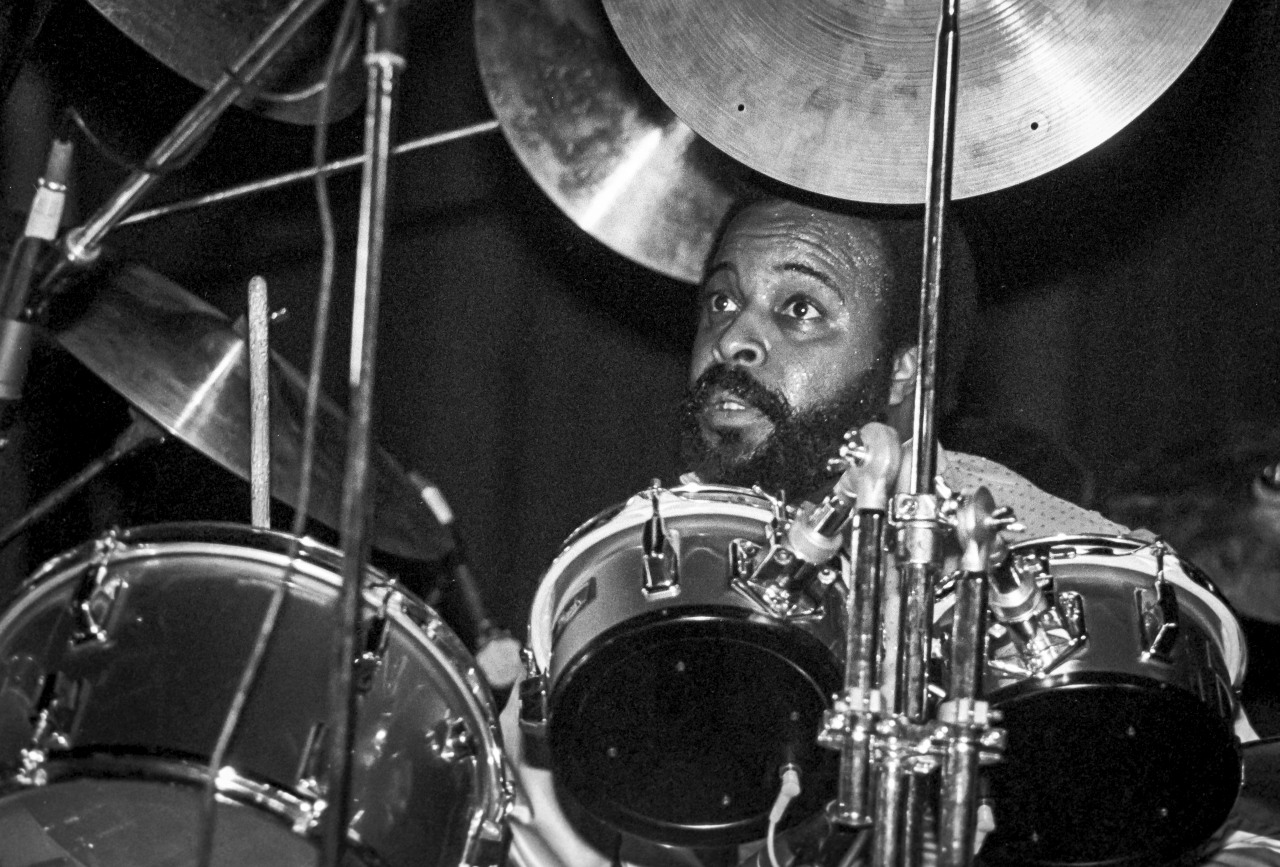
スティックス・フーパー (1980年)

もともとは、南部テキサス州でジョー・サンプル (キーボード) がヒューバート・ロウズらとモダン・ジャズ・セクステットを結成したのが母体である。その後、ロウズが抜け、ジョー・サンプル、ウェイン・ヘンダーソン (トロンボーン)、ウィルトン・フェルダー (テナーサックス、ベース)、スティックス・フーパー (ドラム)の4人が、1961年にジャズ・クルセイダーズとしてアルバム『フリーダム・サウンド』でデビューした。音楽ファンによっては、フュージョン・グループになったクルセイダーズ時代よりも、ジャズ・クルセイダーズ時代を好むファンも存在する。
その後、1971年にグループ名を「ザ・クルセイダーズ」とし、アルバム『パス・ザ・プレイト』を発表。1972年に『クルセイダーズ1』、続いて『セカンド・クルセイド』『アンサング・ヒーローズ』を発表しジャズ/クロスオーバーのコアなファンに知られるようになった。だが、ポピュラー・ミュージックのファン層には知られず、1970年代半ば以降のフュージョンの時代になって、初めて知名度がアップした。ブロードキャスターのピーター・バラカンは、『スクラッチ』や『サザン・コンフォート』時代のクルセイダーズの大ファンだったという。
1972年にはクルセイダーズ・プロダクションを設立し、後に事業拡大しレコード・レーベルとして、クルセイダーズ・レコードを発足する。主要メンバーが属していたが、このレーベルは短命に終わる。
その後も次々とアルバムを発表するが、1976年に結成以来のオリジナル・メンバーであるウェイン・ヘンダーソンと、初期から準メンバーとして参加しており1974年に正式メンバーとなっていたラリー・カールトンが脱退した。だが、知名度がアップしたのはそれ以降で、1979年にはランディ・クロフォードをゲストに迎えた「ストリート・ライフ」、1980年にはビル・ウィザースをボーカルに迎えた「ソウル・シャドウズ」といった楽曲が小ヒットした。1983年にはスティックス・フーパーが脱退し、グループとしての形態は維持できなくなり、ウィルトン・フェルダーとジョー・サンプルのユニットに、その都度、ゲスト・ミュージシャンを参加させるというスタイルで活動を続けていた。
その活動も、1991年に発表された『ヒーリング・ザ・ウーンズ』を最後に事実上停止していたが、1992年に突如としてウェイン・ヘンダーソンとウィルトン・フェルダーが「ネクスト・クルセイド」を名乗ってアルバム『バック・トゥ・ザ・クルーヴ』を発表。さらに1995年、「ジャズ・クルセイダーズ」名義で、アルバム『ハッピー・アゲイン』を発表する。
新生ジャズ・クルセイダーズとして数枚のアルバムが発表された後、今度は2002年にウィルトン・フェルダー、ジョー・サンプル、スティックス・フーパーによって「ザ・クルセイダーズ」名義で『ルーラル・リニューアル』が発表され、ほぼオリジナル・メンバーからなるグループ再結成（活動再開）が成った。
しかし、結成当時の4人のうち、2014年にジョー・サンプルとウェイン・ヘンダーソンが、翌年にウィルトン・フェルダーが相次いで死去した。2022年現在、スティックス・フーパーが唯一、ザ・クルセイダーズ結成当時からの存命メンバーとなる。

## ディスコグラフィ

### ジャズ・クルセイダーズ時代
- 『フリーダム・サウンド』 - Freedom Sound (1961年、Pacific Jazz)
- Lookin' Ahead (1962年、Pacific Jazz)
- 『ジャズ・クルセイダーズ・アット・ザ・ライトハウス』 - The Jazz Crusaders at the Lighthouse (1962年、Pacific Jazz)
- Tough Talk (1963年、Pacific Jazz)
- Heat Wave (1963年、Pacific Jazz)
- 『ジャズ・ワルツ』 - Jazz Waltz (1963年、Pacific Jazz) ※with レス・マッキャン
- 『ストレッチン・アウト』 - Stretchin' Out (1964年、Pacific Jazz)
- 『ゴー! ジャズ・クルセイダーズ』 - The Thing (1965年、Pacific Jazz)
- 『チリ・コン・ソウル』 - Chile Con Soul (1965年、Pacific Jazz)
- Live at the Lighthouse '66 (1966年、Pacific Jazz)
- Talk That Talk (1966年、Pacific Jazz)
- 『フェスティヴァル・アルバム』 - The Festival Album (1966年、Pacific Jazz)
- 『ウー・ハー』 - Uh Huh (1967年、Pacific Jazz)
- 『ウーガ・ブーガルー (ライトハウスに於ける実況盤)』 - Lighthouse '68 (1968年、Pacific Jazz)
- 『パワーハウス』 - Powerhouse (1969年、Pacific Jazz)
- 『ライトハウス'69』 - Lighthouse '69 (1969年、Pacific Jazz)
- 『ギヴ・ピース・ア・チャンス』 - Give Peace a Chance (1970年、Liberty)
- 『オールド・ソックス、ニュー・シューズ』 - Old Socks New Shoes – New Socks Old Shoes (1970年、Chisa)

出典:

### ザ・クルセイダーズ時代
- 『パス・ザ・プレイト』 - Pass the Plate (1971年、Chisa)
- 『ハリウッド』 - Hollywood (1972年、MoWest)
- 『クルセイダーズ1』 - Crusaders 1 (1972年、Blue Thumb)
- 『セカンド・クルセイド』 - The 2nd Crusade (1973年、Blue Thumb)
- 『アンサング・ヒーローズ』 - Unsung Heroes (1973年、Blue Thumb)
- 『スクラッチ』 - Scratch (1974年、Blue Thumb)
- 『サザン・コンフォート』 - Southern Comfort (1974年、Blue Thumb)
- 『チェイン・リアクション』 - Chain Reaction (1975年、Blue Thumb)
- 『南から来た十字軍』 - Those Southern Knights (1976年、Blue Thumb)
- 『旋風に舞う』 - Free as the Wind (1977年、Blue Thumb) ※LPでは「旋風」に「かぜ」のルビ
- 『イメージ』 - Images (1978年、Blue Thumb)
- 『ストリート・ライフ』 - Street Life (1979年、MCA)
- 『ラプソディ&ブルース』 - Rhapsody and Blues (1980年、MCA)
- 『音楽会』 - Live in Japan (1981年、Crusaders)
- 『スタンディング・トール』 - Standing Tall (1981年、MCA)
- 『ロイヤル・ジャム』 - Royal Jam (1982年、MCA) with B.B. King
- 『ゲットー・ブラスター』 - Ghetto Blaster (1984年、MCA)
- 『グッド・アンド・バッド・タイムス』 - The Good and the Bad Times (1986年、MCA)
- 『ライフ・イン・ザ・モダン・ワールド』 - Life in the Modern World (1988年、MCA)
- 『ヒーリング・ザ・ウーンズ』 - Healing the Wounds (1991年、GRP)
- 『ルーラル・リニューアル』 - Rural Renewal (2003年、Verve)
- 『ライヴ・イン・ジャパン2003』 - Live in Japan 2003 (2004年、P.R.A.)

### 新生ジャズ・クルセイダーズ (ウェイン・ヘンダーソン & ウィルトン・フェルダー)時代
- 『バック・トゥ・ザ・グルーヴ』 - Back To The Groove (1992年、Par Records) ※ウェイン・ヘンダーソン・アンド・ザ・ネクスト・クルセイド名義
- 『ハッピー・アゲイン』 - Happy Again (1994年、Sin-Drome)
- 『ルイジアナ・ホット・ソース』 - Louisiana Hot Sauce (1996年、Sin-Drome)
- 『ブレイクン・ダ・ルールズ』 - Break'n Da Rulz! (1998年、Indigo Blue)
- Power of Our Music: The Endangered Species (2000年、Indigo Blue)
- Soul Axess (2003年、True Life)
- Alive in South America (2006年、True Life)